# Patrick Ullmann
Patrick Ullmann, né le 24 mars 1942 à Vichy, est un photographe français. Portraitiste accompli, il est connu pour s'être consacré toute sa vie à photographier de manière intense et souvent tragique les chanteurs et artistes de music-hall français et internationaux.

## Biographie
Patrick Ullmann naît le 24 mars 1942 à Vichy. Après deux années d'apprentissage dans un studio de prises de vues, Patrick Ullmann devient en 1965 photographe pour l'émission Dans le vent du journaliste et animateur Michel Cogoni, sur Europe n°1. Il y photographie jazzmen, groupes de pop anglo-saxonne, vedettes et jeunes talents de la chanson française.
Il se retrouve au chômage puis devient vendeur de matériel photo dans un magasin à Saint-Denis. Après son travail, il loue un appareil photo et commence à arpenter les salles de concert et il se lie d’amitié avec les artistes qui apprécient ses photos .
En janvier 1969, il rencontre Léo Ferré, qu'il admire ardemment, au théâtre de Bobino à Paris. Il sera son photographe privilégié jusqu’en 1977. Cela lui ouvre les portes du monde de la chanson.
En 1970, à l'invitation des Coquatrix, Ullmann installe son studio et son laboratoire photo au théâtre de l'Olympia. Il en devient le photographie officiel pendant trente ans, et photographie tous les artistes de la chanson française et des musiques populaires, ou des autres branches artistiques du music-hall, qui s'y produisent. Il crée des pochettes et affiches pour Claude Nougaro, Maxime Le Forestier, Joan-Pau Verdier, Jean-Roger Caussimon, Mouloudji, Pia Colombo, Barbara…

## Publications
- 1977 : La Mémoire et la Mer, en collaboration avec Léo Ferré, Éditions Henry Berger (jamais commercialisé)
- 1980 : La photo, c'est facile, avec Michel Maliarevsky, Albin Michel
- 1982 : Tête d'affiches, Éditions Clémence-Plasma
- 1992 : Les Feux de la rampe : photographies 1961-1982, La Sirène
- 1994 : Thank you Léo, Les Humanoïdes associés
- 1998 : Chansons portraits, avec des textes de François Jouffa, Editions Presses de la Cité.
- 2024 : Si la photo est bonne : portraits d'artistes, Ramsay Editions

## Expositions
Liste non exhaustive
- 1974 : 40 photos de Patrick Uhlmann, photographe officiel de l’Olympia, FNAC-Étoile
- 1982 : Têtes d'affiches (116 portraits d'artistes), dans le cadre du Printemps de Bourges. Exposé au Centre Pompidou
- 2006 : À l'affiche, dans le cadre du Printemps de Bourges
- 2007 : Chansons Portraits, École Polytechnique

### Vidéogramme
- L’homme qui faisait chanter les photos… Patrick Uhlmann, réal. Cécilia Nobre et Vincent Tisserand, 4 min. 1998.
- Dans l'œil de Patrick Ullmann, le mythique photographe de l'Olympia, TV5 Monde, 6 min 50. 2021.